# Luz-Saint-Sauveur
Luz-Saint-Sauveur (wym. [ly-sɛ̃-sovœɾ]) – miejscowość i gmina we Francji, w regionie Oksytania, w departamencie Pireneje Wysokie.
Według danych na rok 1990 gminę zamieszkiwały 1173 osoby, a gęstość zaludnienia wynosiła 23 osób/km² (wśród 3020 gmin regionu Midi-Pireneje Luz-Saint-Sauveur plasuje się na 297. miejscu pod względem liczby ludności, natomiast pod względem powierzchni na miejscu 93.).